# 590 Tomyris
Az 590 Tomyris egy a Naprendszer kisbolygói közül, amit Max Wolf fedezett fel 1906. március 4-én.

## Nevének eredete
Az apró égitestet a szkíta népek kötelékébe tartozó ászik nagyasszonyáról – Tomürisz (Τομυρις), i. e. 6. század – nevezték el.